# Obiphora putealis
Obiphora putealis är en insektsart som först beskrevs av Matsumura 1903.  Obiphora putealis ingår i släktet Obiphora och familjen spottstritar. Inga underarter finns listade i Catalogue of Life.